# Wendy Alec
Wendy Alec es una escritora británica, productora de televisión, cineasta y directora  de WarBoys Entertainment London. Ha escrito siete libros, incluida la serie de fantasía épica Chronicles of Brothers (Crónicas de hermanos). Cofundó la red GOD TV en 1995 y la presidió como directora de televisión y directora creativa durante 21 años.

## Inicios y carrera
Alec nació en Londres, Reino Unido. Después de dejar la escuela, se formó en oratoria, teatro y música. A principios de la década de 1990, ingresó en la industria de la publicidad, primero como redactora y luego como directora creativa. Alec fue entrenada en escritura de guiones por su mentor en Hollywood, Ron Suppa, profesor del programa de escritura de guiones de UCLA.

## God TV
Alec cofundó GOD TV con Rory Alec en 1995 como la primera red de televisión cristiana diaria del Reino Unido y Europa, transmitiendo dos horas al día en la plataforma SKY de Rupert Murdoch. La red creció rápidamente durante los últimos 21 años, hasta alcanzar unos 951 millones de espectadores.
Durante las últimas dos décadas, Alec ha trabajado como directora creativa y directora de televisión de GOD TV, responsable de la marca internacional y la programación de la red. También ha sido presidenta de la red. Alec es el presentador de Word From The Heart  y An Evening With Wendy en GOD TV.
Alec ha representado a GOD TV en varias conferencias internacionales, entre ellas: la Convención Mundial de Mujeres en Primera Línea 2015 en Angelus Temple en Los Ángeles y el Congreso Global Empowered21 Jerusalem 2015.
Alec y su esposo se divorciaron en 2014.

## Publicaciones

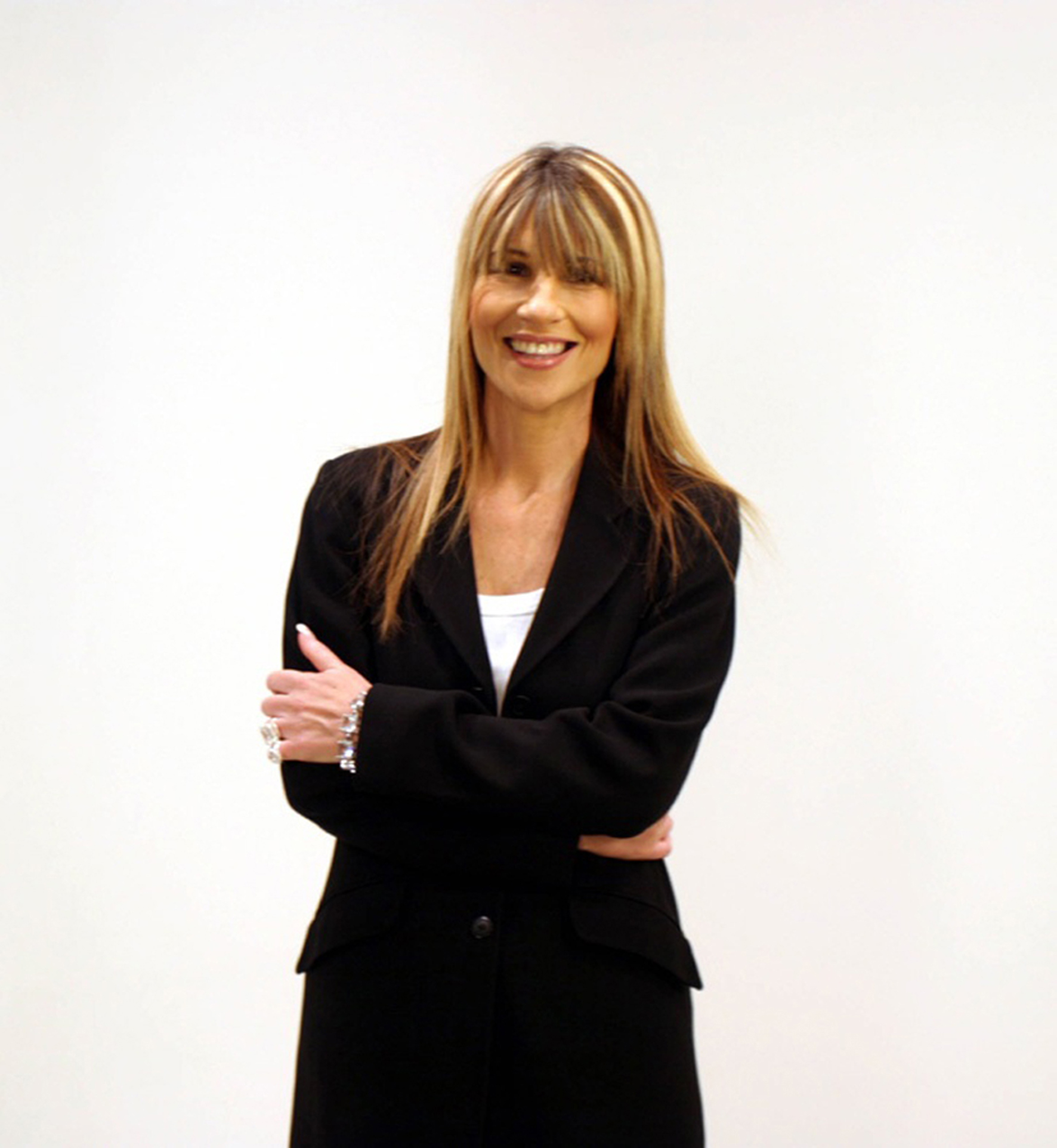
Alex en 2005

#### Crónicas de hermanos
- The Fall of Lucifer, 2006; en español: La caída de Lucifer. trad. de Hernán Sabaté y Montserrat Gurguí, B de Books, 2012. Los tres hermanos son Miguel, Gabriel y Lucifer, y la saga se ambienta entre el cielo y le infierno, donde los tres combaten para llevarse el premio: los seres humanos.
- Messiah—The First Judgment, nov 2007; en español El Mesías: el primer juicio, B de Books, 2013
- Son of Perdition , dic 2009; en español, El hijo de la perdición, B de Books, 2014
- A Pale Horse, dic 2012; sin traducir.[9]

Con casi un millón de libros vendidos, Alec se dedica ahora a la escritura de guiones,  completó el primer guión para The Fall of Lucifer, y actualmente desarrolla Chronicles para una serie de televisión en la línea de 'Juego de tronos'.
Alec publicó una autobiografía, Against All Odds, en 2001. También es la autora del Journal of the Unknown Prophet '(sin traducir, sería el "Diario del profeta desconocido") que se presenta como una revelación profética que Dios le dio. Visions From Heaven - Visitations To My Father's Chamber es el segundo diario 'profético' más vendido de Alec. En 2018, Harper Collins publica el Libro Cinco de la Serie de Crónicas de hermanos, End Of Days.

## Premios
Alec ha sido reconocida por su trabajo en los medios con un premio Global Platinum de Global Media Summit en 2016.
También ha recibido premios del Christian Broadcasting Council del Reino Unido por su trabajo en proyectos que incluyen The Global Day of Prayer Live. y premios de oro por 'Best Ministry TV Program'  y 'Best Music TV Programme'. Bajo su liderazgo en GOD TV, sus equipos de producción ganaron más de 20 premios Angel.
Alec también ha recibido premios por su escritura. Recibió un 'Premio a la Contribución Sobresaliente a la Literatura' por Chronicles of Brothers y Journal of the Unknown Prophet, los cuatro Chronicles ganaron el premio a la Mejor Ficción en Eden (la librería cristiana en línea más grande del Reino Unido) y también recibió el premio por ' Escritor de ficción destacado' por Crónicas de hermanos en los Premios de escritores excepcionales.